# Трајскирхен
Трајскирхен град је у Аустрији, смештен у источном делу државе, јужно од главног града Беча. Значајан је град у покрајини Доњој Аустрији, у оквиру округа Медлинг.
Трајскирхен се налази близу Беча, па овај некада засебан градић последњих деценија прерастао у бечко предграђе.

## Природне одлике
Трајскирхен се налази у источном делу Аустрије, на 30 км јужно од главног града Беча.
Град се образовао на месту где источни огранци Бечке шуме, као претходнице Алпа, дотичу обод Бечке котлине. Надморска висина града је око 200 m. Градска околина је брежуљкаста и позната по виноградима.

## Становништво
| 1971.  | 1981.  | 1991.  | 2001.  | 2011.  |
| ------ | ------ | ------ | ------ | ------ |
| 11.978 | 14.063 | 13.952 | 15.669 | 17.169 |

Данас је Трајскирхен град са око 17.000 становника. Последњих деценија број градског становништва се значајно повећава услед ширења градског подручја Беча.

## Галерија
- Главна римокатоличка црква
- Дворац у Трајскирхену
- Градски музеј
- Алпи изнад града